# Advantage Cars Prague Open 2019
Die Advantage Cars Prague Open 2019 waren ein Tennisturnier der ITF Women’s World Tennis Tour 2019 für Damen und ein Tennisturnier der ATP Challenger Tour 2019 für Herren in Prag und finden zeitgleich vom 22. bis 28. Juli 2019 statt.